# Wie sehr liebst du mich?
Wie sehr liebst du mich? ist eine französische Liebes-Komödie aus dem Jahr 2005.

## Handlung
François ist ein kleiner Büroangestellter in Paris, der sich nach Liebe sehnt, aber Angst hat, Frauen anzusprechen. Deshalb geht er regelmäßig in ein Bordell im Rotlichtviertel um den Place Pigalle. Eines Abends fordert ihn die Prostituierte Daniela auf, mit ihm für 150 Euro ins Separée zu gehen. Er geht nicht darauf ein, sondern macht einen Gegenvorschlag: Er habe vier Millionen Euro im Lotto gewonnen, er biete ihr für jeden Monat, den sie fortan mit ihm zusammen lebe, 100.000 Euro an, so lange das Geld reiche. Sie nimmt den Vorschlag an, unter der Voraussetzung, dass er stets zärtlich und respektvoll mit ihr umgehe.
Zwar ist François in der Tat sehr liebevoll mit ihr, auch genießt sie die Spaziergänge und die Herumtollerei mit ihm. Aber nach ein paar Tagen langweilt sich Daniela in seiner kleinen heruntergekommenen Wohnung, während er im Büro ist. Sie kehrt ins Bordell und zu ihrem Zuhälter Charly zurück. Als dieser sie aber in der Gegenwart eines Leibwächters rüde zum Sex zwingt, um seinen Besitzanspruch zu bekräftigen, zeigt sie sich angewidert. Sie erklärt ihm, durch die Begegnung mit François habe sie ihr Schamgefühl wiedergefunden. Dann zieht sie wieder bei François ein, weil sich mittlerweile ihr Herz für seine Schüchternheit und Zärtlichkeit geöffnet hat. Doch Charly will sie nicht ohne Gegenleistung verlieren. Er tritt mit zwei Leibwächtern bei François auf und verlangt vier Millionen Euro Ablöse für Daniela. Dieser sagt, er werde diese Summe nicht bezahlen, woraufhin die enttäuschte Daniela mit Charly abzieht.
Doch nach ein paar Tagen steht sie wieder vor der Wohnung. Als sie aus der Nachbarwohnung Lustschreie hört, hämmert sie dort gegen die Tür. François öffnet ihr nackt, er hatte gerade Sex mit der Nachbarin. Diese erklärt aber Daniela, dass sie an einer Beziehung zu François nicht interessiert sei, sie hätten miteinander geschlafen, um den „Kummer wegen der Einsamkeit“ zu vertreiben. François gesteht nun Daniela, dass er nie vier Millionen Euro in der Lotterie gewonnen habe. Dennoch bleibt sie bei ihm.
An der Tür klingeln François’ Bürokollegen, sie haben sich Sorgen gemacht, weil dieser ein paar Tage nicht zur Arbeit erschienen ist. Als er Daniela als seine Lebensgefährtin vorstellt, bricht spontan eine Party aus. Charly trifft ein, um Daniela zurückzuholen, akzeptiert aber schließlich, dass sie sich für François und das kleinbürgerliche Leben mit ihm entschieden hat.

## Musik
Die Filmmusik besteht hauptsächlich aus Opernmelodien von Vincenzo Bellini, Giuseppe Verdi und Giacomo Puccini. So durchziehen die Szenen, als Daniela und François sich vorsichtig einander annähern, Motive aus Verdis Maskenball. Bei der Party in seiner Wohnung tanzen die Gäste zur Karnevalsmusik aus La traviata, die ja ebenfalls eine Prostituierte war. In der Schlussszene, in der Daniela und François beim Frühstück sitzen, klingt das Liebesduett aus Madame Butterfly auf.

## Kritik
„Die frivole Liebeskomödie um Begierde und Gier geht der Frage nach, ob das Glück käuflich ist, wobei sie auch hinterfragt, wen oder was man überhaupt besitzen kann. Der optisch durchgestylte Film wurde ganz Monica Bellucci auf den Leib geschrieben, wobei freilich auch die Altherrenfantasie von der ‚heiligen Hure‘ zum Tragen kommt.“

„Mit einer provokanten und hocherotischen Geschichte präsentiert sich Regisseur Bertrand Blier (‚Die Ausgebufften‘, ‚Der Abendanzug‘) wieder in Bestform jenseits seiner letzten Altmännerfantasien. Blier versteht es hier gekonnt, seine Lieblingsthemen wie Sex, Unterwerfung und Macht einmal mehr zu variieren und Monica Bellucci zwischen tragischer und komischer Figur als Traum der Männer in Szene zu setzen. Abstriche muss man allerdings für den unsäglichen und meist völlig unpassenden Musikeinsatz machen. Selten sorgten Bild und Ton für derlei Dissonanzen.“

„‚Wie sehr liebt du mich?‘ ist kein großer Film, aber ein charmantes, oft witziges erotisches Märchen mit der hinreißenden Monica Bellucci. Allerdings wird man(n) sie beim nächsten Paris-Besuch wohl leider vergeblich im Schaufenster der Nachtbar am Pigalle suchen.“

Die Deutsche Film- und Medienbewertung FBW in Wiesbaden verlieh dem Film das Prädikat besonders wertvoll.

## Veröffentlichung
Der Film hatte seine Weltpremiere, als er am 26. Oktober 2005 in Belgien und Frankreich in die Kinos kam. Seit dem 4. Januar 2007 ist der Film als deutschsprachige DVD erhältlich.